# Aigueblanche
Aigueblanche è un comune francese di 3 213 abitanti situato nel dipartimento della Savoia della regione dell'Alvernia-Rodano-Alpi.

## Storia
Da Aigueblanche, epoca romana, passava la via delle Gallie, strada romana consolare fatta costruire da Augusto per collegare la Pianura Padana con la Gallia.

### Simboli
Lo stemma del comune corrisponde a quello della famiglia de Briançon, visconti di Tarantasia e ripreso dal ramo cadetto di Aigueblanche. Lo stemma è lo stesso della provincia di Tarantasia.

## Società

### Evoluzione demografica
Abitanti censiti

## Amministrazione

### Gemellaggi
- Villeneuve